# Narvskaja (metrostation)
Narvskaja (Russisch: Нарвская) is een station van de metro van Sint-Petersburg. Het station maakt deel uit van de Kirovsko-Vyborgskaja-lijn en werd samen met het eerste metrotracé in de stad geopend op 15 november 1955. Het metrostation bevindt zich in het zuiden van Sint-Petersburg en dankt zijn naam aan de Narvskije vorota (Narvapoort). In de planningsfase werd het station Stalinskaja genoemd.
Het station ligt 52 meter onder de oppervlakte en beschikt over een perronhal die door arcades van de sporen wordt gescheiden. Het bovengrondse toegangsgebouw bevindt zich op de Plosjtsjad Statsjek (Stakingsplein). Het gebouw is uitgevoerd in neoclassicistische stijl en uitgerust met een koepel. Aan het einde van de perronhal bevond zich oorspronkelijk een mozaïek van Jozef Stalin, dat in 1961 door een muur aan het zicht onttrokken werd. Achter de muur bevindt zich nu een dienstruimte. Op de hoeken van de arcades zijn 48 beelden geplaatst die 12 verschillende beroepen uitbeelden. Boven de roltrappen is het haut-reliëf "Glorie aan de arbeid!" aangebracht, waarop een bijeenkomst te zien is. De aanwezigen kijken allen naar het midden, maar een centrale figuur ontbreekt; oorspronkelijk zou daar Stalin afgebeeld worden.